# 拉巴克

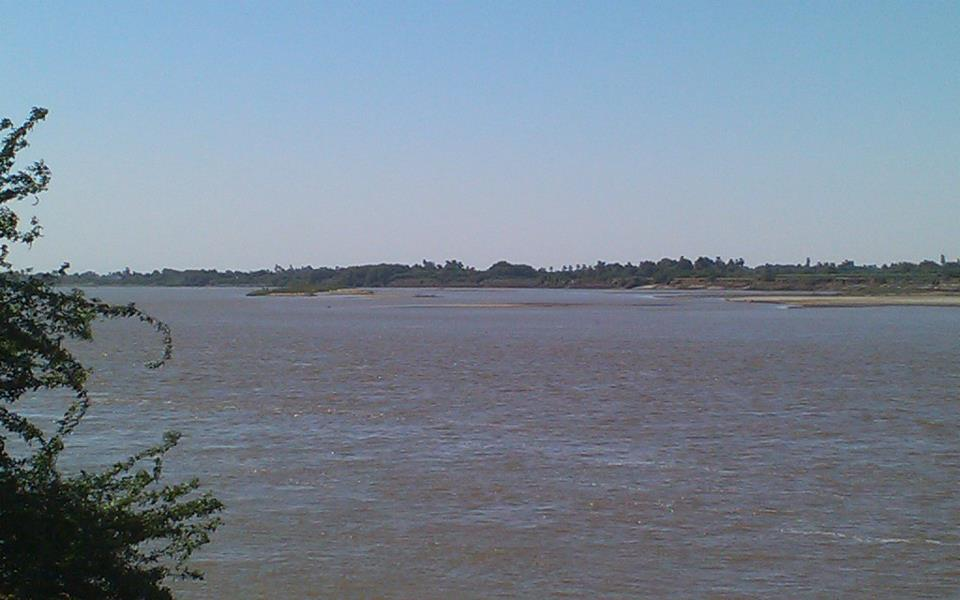
流经拉巴克的白尼罗河

拉巴克（ربك）是苏丹南部的一个城市，也是白尼罗州的首府。它是苏丹主要城市之一。
拉巴克是一个工业城市，有一些工厂坐落于此，例如尼罗水泥公司的工厂、肯纳纳糖厂和阿斯萨拉亚糖厂。